# Geschwister-Prenski-Schule
Die Geschwister-Prenski-Schule, Geschwister-Prenski-Gesamtschule oder abgekürzt GPS, ist eine 1989 gegründete integrierte Gesamtschule. Es ist die erste integrierte Gesamtschule in der Hansestadt Lübeck.

## Namensherkunft
Der Name der Schule, den sie sich 1994 gab, erinnert an die Geschwister Prenski, welche 1941 in ein Konzentrationslager nach Riga deportiert und 1942 dort, vermutlich im Wald von Biķernieki, ermordet wurden. Eine Arbeitsgruppe aus dem 8. Jahrgang der Gesamtschule hatte 1993 über das Schicksal deportierter jüdischer Kinder aus Lübeck recherchiert und war dabei auf die Spuren der Geschwister Prenski gestoßen. Die damals noch in Israel lebende älteste Schwester der Prenski-Kinder konnte ausfindig gemacht werden, sie war mit der Namensgebung für die Lübecker Schule einverstanden.
Zum 25-jährigen Jubiläum der Schule entwickelten Schüler zunächst ein Theaterstück und in Zusammenarbeit mit dem Komponisten Arnold Nevolovitsch das Musical prenski_live, das an die Namensgeber der Schule und deren Schicksal erinnert. Es wurde beim Jubiläum 2013 uraufgeführt und im Oktober 2014 bei einem Gastspiel in der Jüdischen Gemeinde Duisburg wieder aufgeführt.

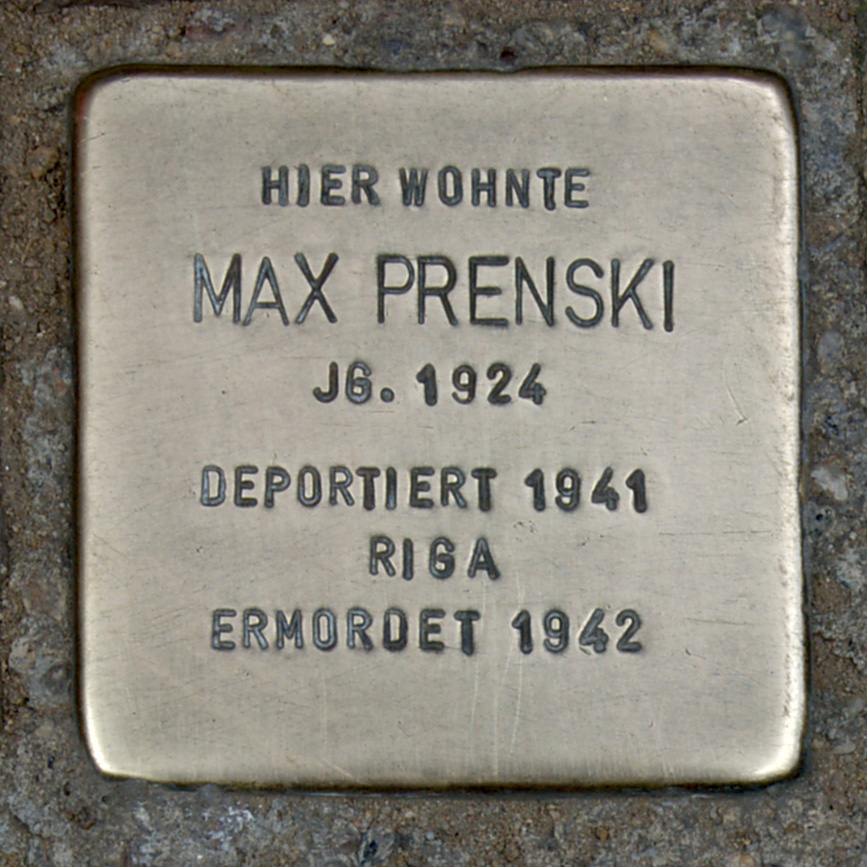
Max Prenski (* 1924)
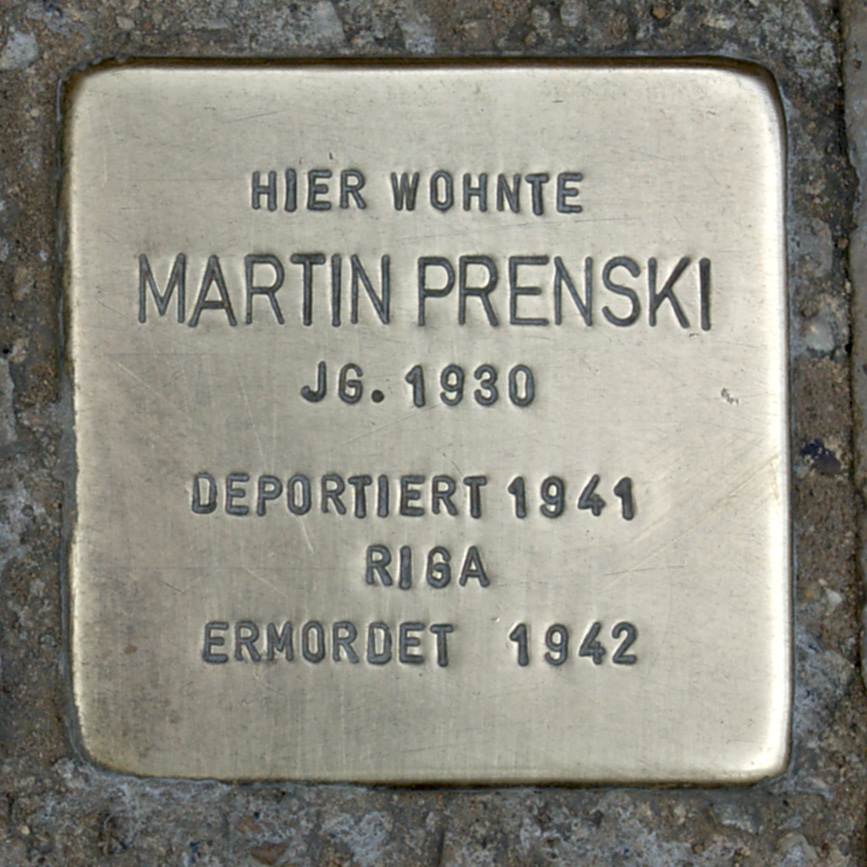
Martin Prenski (* 1930)
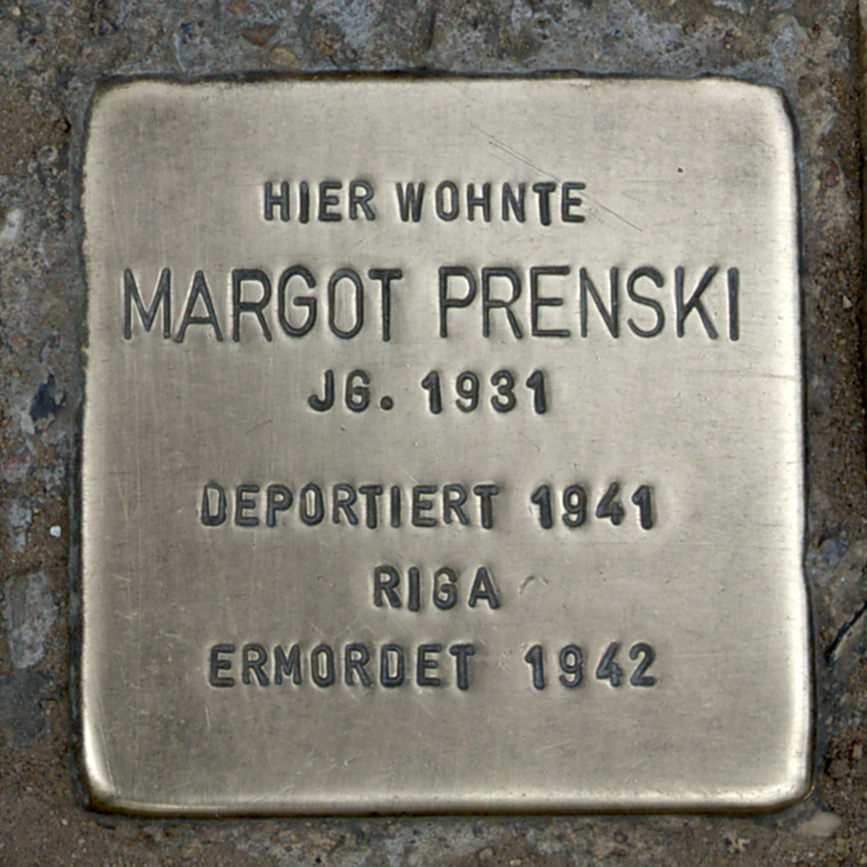
Margot Prenski (* 1931)

## Geschichte
Als nach dem Wahlsieg der SPD bei der Landtagswahl in Schleswig-Holstein 1988 die Gesamtschule als Regelschule im schleswig-holsteinischen Schulgesetz verankert wurde, sollte auch in Lübeck eine Gesamtschule gegründet werden. Pläne, dafür ein bereits bestehendes Gymnasium umzuwandeln, stießen auf den entschiedenen Widerstand der betroffenen Schulen. Die Schule wurde daher bei ihrer Gründung 1989 zunächst provisorisch auf Marli untergebracht. Der Vorschlag der Verwaltung, sie in den 1960 errichteten Otto-Anthes-Schulen (Grund- und Hauptschule sowie Realschule) am Gertrudenkirchhof in der Nähe des Burgfeld unterzubringen und diese Schulen auslaufen zu lassen, führte ebenfalls zu heftigen Protesten, den Die Zeit als Schulkampf zu Lübeck beschrieb. Die Bürgerschaft beschloss jedoch am 13. Dezember 1990, dem Vorschlag der Verwaltung zu folgen. Ein dagegen angestrengtes Bürgerbegehren führte zu einem Bürgerentscheid am 21. April 1991, bei dem aber nicht die erforderliche Mindestanzahl der Abstimmenden erreicht wurde, und die Gesamtschule übernahm die Räume der Otto-Anthes-Schule.
Aus der Schularbeit der Geschwister-Prenski-Schule heraus entstand 1999 die von Jan Henrik Fahlbusch dokumentierte bundesweite Wanderausstellung Pöppendorf statt Palästina, mit der die Geschichte des Lagers Pöppendorf in Lübeck-Kücknitz als Zielort der Operation Oasis des Jahres 1947 aufgearbeitet wurde. Die Ausstellung lief über zehn Jahre in verschiedenen deutschen Städten und erfuhr internationale Aufmerksamkeit in der Presse.
Mitte November 2009 kündigte ein 14-jähriger Schüler der Gesamtschule mit einer Wandschmiererei einen Amoklauf für den 16. November 2009 an, was zu einem Großeinsatz der Polizei führte.
2010 besuchte der Bundespräsident Horst Köhler in Lübeck und Bad Segeberg soziale Einrichtungen, „die sich um den Zusammenhalt der Gesellschaft“, um „mehr Wärme“, „weniger Ellenbogen“, um „Zuwendung“ bemühten, und beobachtete eine Unterrichtseinheit in einer siebten Klasse an der Geschwister-Prenski-Schule, in der geistig behinderte Schüler am normalen Regelunterricht teilnahmen. 2014 wurde die Gesamtschule von Bildungsministerin Waltraud Wende für „pädagogisch innovative herausragende Arbeit“ als Schule des Jahres in Schleswig-Holstein ausgezeichnet.

## Integration und Inklusion
An der Geschwister-Prenski-Schule wird Integration und Inklusion groß geschrieben. Dabei gilt der Leitspruch „Eine Schule Für alle“. Bereits 1991 wurde die erste Integrationsklasse für Kinder mit und ohne Behinderungen eingerichtet und seither für jede Klassenstufe fortgeführt. Die GPS ist die einzige Schule in Lübeck mit Sekundarstufe II, die keine Vorgaben bezüglich der Schwere der Behinderungen macht. Alle Integrationsklassen werden von zwei Lehrkräften betreut und bei Bedarf Sonderpädagogen und -pädagoginnen eingesetzt. In den Integrationsklassen werden bis zu vier Schüler und Schülerinnen mit unterschiedlichsten Behinderungen und Behinderungsgrad unterrichtet und gefördert.
In den Klassenstufen sechs bis neun werden Projekte zur Berufsorientierung angeboten. Diese werden teilweise schulintern oder auch mit einem Berufsförderungswerk, einer Berufsschule oder einer Behindertenwerkstatt durchgeführt.

## Auszeichnungen
- 2014 Schule des Jahres in Schleswig-Holstein
- 2017 Jakob-Muth-Preis für Integration, vergeben von der Bertelsmann-Stiftung, der Deutschen UNESCO-Kommission und der Beauftragten der Bundesregierung[15]

## Veröffentlichungen
- Heidemarie Kugler-Weiemann, Sabine Seidensticker, Brigitte Söllner-Krüger: Spuren der Geschwister Prenski, Eine Schule lebt mit ihrem Namen. Geschwister-Prenski-Schule, Integrierte Gesamtschule Lübeck,  Broschüre 2006
- Richard J. Yashek: Die Geschichte meines Lebens; wie ein zwölfjähriger jüdischer Junge aus Lübeck und Bad Schwartau die Konzentrationslager überlebte. Aus dem Amerikan. von Martin Harnisch, Schulverein der Geschwister-Prenski-Schule, Lübeck 1996